# Паленьга (приток Пинеги)
Паленьга — река в Холмогорском районе Архангельской области России.
Берёт начало из небольшого озера Паленьгское. Течёт с юга на север. Впадает в Пинегу по левому берегу в 14 км от её устья. В устье реки находится деревня Нижняя Паленьга. Длина 41 км, площадь бассейна ок. 100 км². Питание смешанное, с преобладанием снегового. Наиболее крупный приток — Озёрный.

### Карты
- Лист карты Q-38-133,134 Светлый. Масштаб: 1 : 100 000. Указать дату выпуска/состояния местности.
- Устье Паленьги на карте Wikimapia. old.wikimapia.org. Дата обращения: 15 октября 2018.